# Fritz Hagmann
Fritz Hagemann (28. března 1901 – 14. prosince 1974) byl švýcarský zápasník. V roce 1924 vybojoval na olympijských hrách v Paříži zlatou medaili ve volném stylu ve střední váze.